# جورج بيزيه
جورج بيزيه (بالفرنسية: Georges Bizet)‏ مؤلف موسيقى وعازف على البيانو في حقبة الرومانسية، واشتهر بأوبراه كارمن.

## نشأته
ولد جورج ألكسندر سيزر ليوبولد بيزيه في 26 شارع دي لا تور دوفيرن بباريس في 25 أكتوبر عام 1838م، والده أدولف أرمان بيزيه كان مغني ومؤلف موسيقى هاو، ووالدته إيمي جوزفين ديسلرت هي أخت الموسيقى والمعلم الفرنسي فرنسوا ديلسرت.
التحق بيزيه بالمعهد الموسيقى بباريس في أكتوبر 1848م وتتلمذ على يد بيير زيمرمان والذي تزوج بيزيه ابنته لاحقا.

## مؤلفاته
أول سيمفونيه لبيزيه هي سيمفونية في سلم سي كانت في نوفمبر عام 1855م عندما كان في سن السابعة عشر عندما كان طالبا، ولم يعرف جورج بيزيه قبل عام 1933م عندما اكتشفت سيمفونيته في محفوظات مكتبة المعهد بباريس، وعندما أديت لأول مرة في عام 1935م لاقيت حفاوة واعتبرت إضافة جديدة للحقبة الرومانسية.
في عام 1857م ألف بيزيه أوبريت معجزة الدكتوراه وهو أوبريت من فصل واحد فاز به في حصة من جائزة يقدمها جاك أوفنباخ، كما فاز بمنحة للتأليف الموسيقى باري دي روما للدراسة لمدة ثلاث سنوات بروما، لتثقل مهاراته والتي نتج عنها أبراه التي ألفها دون بروكوبيو خلال عامي 1858م و 1859م وبعدها أيضا عمله الكبير Te Deum والذي قدمه لمسابقة باري رودريغز وهي مسابقة للفائزين من باري دي روما فقط ولكنه لم يوفق للفوز بالجائزة وظل عمله غير منشور حتى عام 1971م، وقد قام بيزيه بمحاولتين لكتابة سيمفونية جديدة في عام 1859م ولكن مخطوطاتهما دمرت في ديسمبر من نفس العام.
وفى يوليو 1860م وبعد انتهاء فترة دراسته وقبل رحيله عن روما بينما كان يقوم بجولة في إيطاليا جاءته فكرة كتابة سيمفونية تكون الحركات الأربعة فيها استحضارها الموسيقية مدينة إيطالية مختلفة روما، والبندقية وفلورنسا ونابولي، ولكنه اضطر إلى قطع رحلته بسبب مرض والدته والتي توفت على أثره وعاد إلى باريس في ديسمبر عام 1860م والقطعة الموسيقية للسمفونيه تم الانتهاء منها في نوفمبر عام 1861م، ولكن تم كتابة النسخة الأولى للسمفونية كاملة في عام 1866م، وأجرى عليها العديد من التنقيحات حتى عام 1871م، ولكنه توفي قبل إتمام النسخة النهائية، ونشرت بعد وفاته عام 1880م وعُرفت باسم سيمفونية روما.
ألّف بيزيه متتالية الأوركسترا صياد اللؤلؤ Les pêcheurs de perles وهي دراما عن الحب والطقوس في سيلان لمسرح Lyrique في عام 1863م ولكنها لم تحصد نجاح وفشلت، كما كتب بيزيه ثنائية البيانو ألعاب الأطفال Jeux d'enfants في عام 1871م، وفي السنة التالية ألف الأوبرا من فصل واحد Djamileh والتي ينظر إليها كخطوة تمهيدية لكارمن.

## أوبرا كارمن
أوبرا كارمن أشهر أعمال جورج بيزيه والمبنية على رواية تحمل نفس الاسم كتبت في عام 1846م ألّفها الكاتب الفرنسي بروسبير مريميه، ألّف بيزيه دور البطولة ل ميزو سوبرانو وذلك في صيف 1873م ولكن لم يتم الانتهاء منها قبل عام 1874م، عرضت كارمن لأول مرة في 3 مارس 1875م بأوبرا Comique بباريس، ولم تلق في البداية استقبالا جيدا رغم أنها عرضت 37 مرة خلال الثلاث شهور اللاحقة أي بمعدل ثلاث مرات بالأسبوع.
وضع بيزيه في كارمن مكامن عبقريته وخاب أمله كثيرا لاستقبالها الفاتر، ولكن ما رفع من شأن كارمن حضور مؤلفين عظام ومعاصرين أمثال ديبوسي، سان سانس، وتشايكوفسكي، برامز، حيث حضروها أكثر من عشرين مرة، واعتبروها أفضل أوبرا أنتجت منذ الحرب الفرنسية الروسية، وكانت آرائهم بمثابة نبؤات لما ستكون عليه هذه الأوبرا فقد أصبحت كارمن واحدة من أشهر الأعمال الأوبرالية.
كارمن يحتوي على اثنين من أشهر الأغاني بيزيه «الهافاني رقصة كوبية» و«مصارع الثيران أغنية»، اللتان يتنافسان على الشعبية مع التينور ثنائي الباريتون «في أعماق المعبد» من صياد اللؤلؤ.
لم يكتب لبيزيه أن يرى النجاح العظيم لكارمن فقد توفي نتيجة قصور القلب عن عمر 36 في بوجيفال قرب باريس في الثالث من يونيو عام 1875م.

## روابط خارجية
- جورج بيزيه على موقع IMDb (الإنجليزية)
- جورج بيزيه على موقع الموسوعة البريطانية (الإنجليزية)
- جورج بيزيه على موقع ألو سيني (الفرنسية)
- جورج بيزيه على موقع ميوزك برينز (الإنجليزية)
- جورج بيزيه على موقع أول موفي (الإنجليزية)
- جورج بيزيه على موقع قاعدة بيانات برودواي على الإنترنت (الإنجليزية)
- جورج بيزيه على موقع قاعدة بيانات الأفلام السويدية (السويدية)
- جورج بيزيه على موقع إن إن دي بي (الإنجليزية)
- جورج بيزيه على موقع أول ميوزيك (الإنجليزية)
- جورج بيزيه على موقع ديسكوغز (الإنجليزية)